# مكتب العائلة

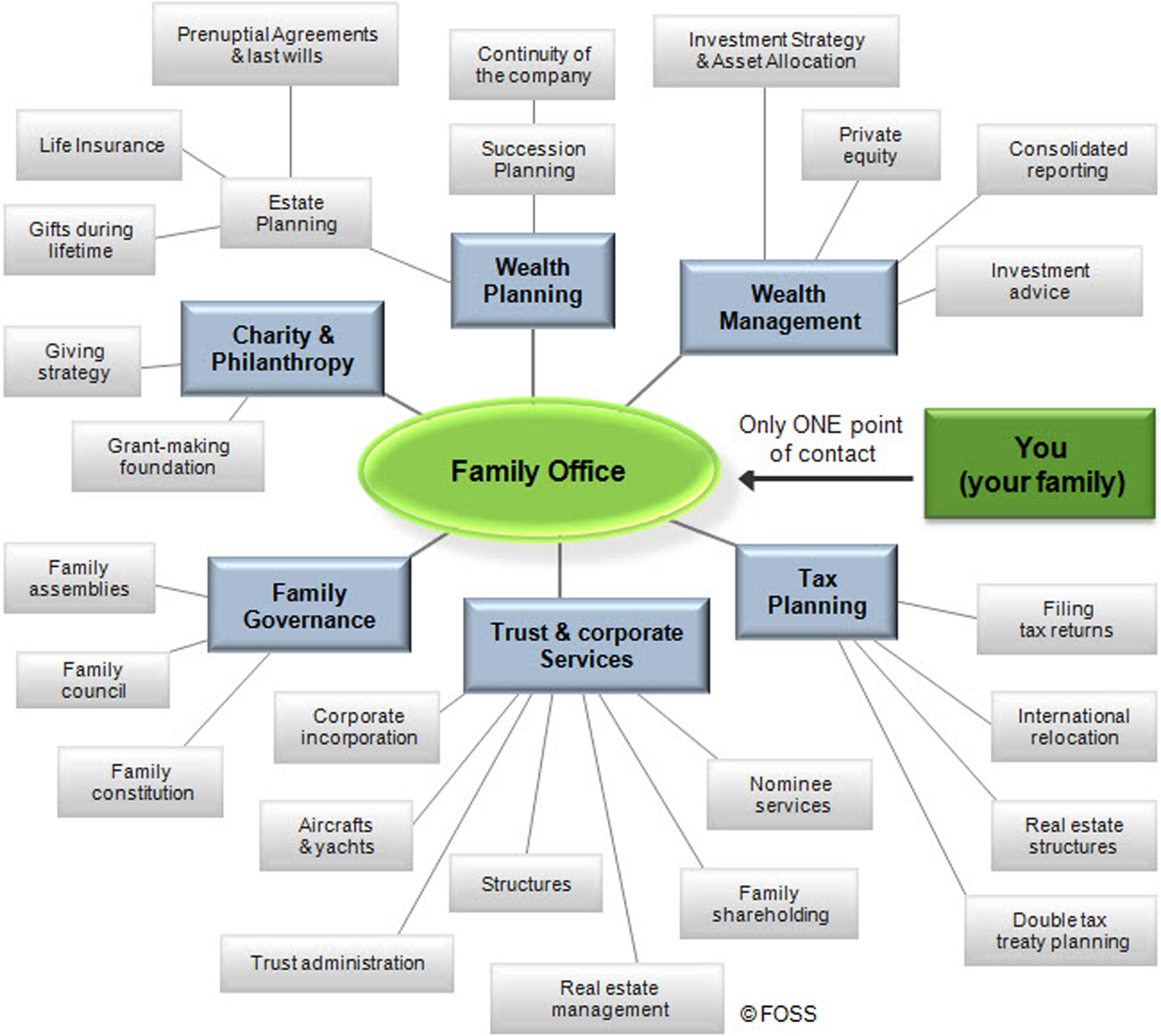
مخطط يوضح الخدمات التي يقدمها مكتب العائلة

مكتب العائلة أو مكتب العائلة الواحدة (SFO) هو شركة خاصة تدير الاستثمارات والاستئمانات لصالح عائلة ثرية واحدة. رأس المال التمويلي للشركة هو الثروة، التي غالبًا ما تجمعت على مدار أجيال عديدة في العائلة. تقدم المكاتب العائلية التقليدية الخدمات الشخصية مثل إدارة موظفي المنازل وإجراء ترتيبات السفر. إن الخدمات الأخرى التي عادة ما يقوم بها مكتب العائلة التقليدي تضم إدارة الممتلكات، والأنشطة اليومية المتعلقة بالمحاسبة والرواتب، وإدارة الشؤون القانونية. وكثيرًا ما توفر المكاتب العائلية خدمات إدارة الأسرة، والتي تضم إدارة الأسرة، والتعليم الاستثماري والمالي، وتنسيق الأعمال الخيرية وتقسيم التركة. وقد يتكلف تشغيل مكتب العائلة أكثر من مليون دولار، لذلك فإن صافي الأصول في الأسرة عادةً ما يتجاوز 100 مليون دولار. وفي الآونة الأخيرة، كانت بعض المكاتب العائلية تقبل أفرادًا من خارج الأسرة.
وحديثًا تم استخدام مصطلح «مكتب العائلة» أو مكتب العائلات المتعددة للإشارة في المقام الأول إلى الخدمات المالية للعائلات الثرية نسبيًا.

## الاستخدام التقليدي والحديث
مكتب العائلة التقليدي هو عمل تجاري تديره عائلة واحدة لصالحها. ووظيفته الوحيدة هي مركزة إدارة ثروة إحدى العائلات الكبيرة. وعادة ما تعين هذه المنظمات موظفين لإدارة الاستثمارات، والضرائب، والأنشطة الخيرية، والاستئمانات، والمسائل القانونية. والغرض من مكتب العائلة هو النقل الفعال للثروة التي تكونت عبر الأجيال. ويستثمر مكتب العائلة المال للأسرة، ويدير جميع أصول الأسرة، ويصرف المدفوعات لأفراد الأسرة على النحو المطلوب.
والمكتب نفسه إما أن يكون شركة أو يعمل تمامًا مثل الشركة (غالبًا ما تكون شركة ذات مسؤولية محدودة، أو ش ذ م م)، حيث يضم رئيسًا، ومديرًا ماليًا، ومديرًا لتقنية المعلومات، وغيرهم، وفريقًا للدعم. يتم تعويض الموظفين وفقًا لاتفاقهم مع الأسرة، وعادة مع يحصلون على بدلات على أساس الأرباح أو المكاسب الرأسمالية التي يحققها المكتب. وغالبًا ما يتم بناء المكاتب العائلية حول الأصول الأساسية التي تدار مهنيًا. وبالإضافة إلى ذلك، يمكن إشراك مكتب أكثر جدية ذي مستوى تمويلي جيد في اكتتاب الأسهم الخاصة، وفرص رأس المال الاستثماري، والتطوير العقاري. تتحول العديد من المكاتب العائلية إلى محافظ وقائية لمواءمة الفائدة استنادًا لأهداف تقييم المخاطر والعوائد.

## مكاتب العائلة الحديثة
عادةً ما تنفصل مكاتب العائلة الحديثة إلى ثلاث فئات:
الفئة الأولى من مكاتب العائلة تقدم الخدمات العقارية والمالية وعادةً ما يتم تشغيلها من قبل شركة مستقلة يشرف عليها مباشرةً أوصياء الأسرة أو المسؤول عنها. الفئة الأولى النموذجية من مكاتب العائلة:
- تقدم الرقابة المالية الشاملة لجميع الأصول المالية النقدية.
- تقدم الإدارة اليومية لجميع الأصول غير النقدية، مثل العقارات.
- يمكنها إدارة جميع الممتلكات العقارية مع القليل من الإشراف أو بدونه.
- تتقاضى رسمًا شهريًا ثابتًا لجميع خدمات مكتب العائلة.
- تقدم نصيحة مجانية عن تضارب المصالح ولن تبيع المنتجات.
- تقدم تقريرًا شهريًا شاملاً عن جميع الأنشطة العقارية دون تقاضي رسوم إضافية.

الفئة الثانية من مكاتب العائلة تركز على توفير الخدمات المالية وعادةً ما يتم تشغيلها من قبل أحد البنوك، أو مكتب محاماة، أو شركة محاسبة. الفئة الثانية النموذجية من مكاتب العائلة:
- تقدم المشورة في مجال الاستثمار مقابل رسوم.
- يمكن أن تقدم منتجات وخدمات خارج نطاق مكتب العائلة.
- لا تدير بشكل مباشر الأصول غير النقدية المتمثلة في العقارات.

الفئة الثالثة لمكاتب العائلة تقدم الخدمات العقارية وعادةً ما يتم تشغيلها من قبل الأسرة بمساعدة فريق صغير من موظفي الدعم. الفئة الثالثة النموذجية من مكتب العائلة:
- تضم موظفين لرصد الممتلكات العقارية وتقوم بإبلاغ الوصي العائلي عن أي مخالفات.
- تقدم الوظائف الإدارية الأساسية، مثل إدارة الحسابات والفرز الإلكتروني.
- قد تضم مكتبًا داخل منزل أحد أفراد الأسرة.

## قانون الولايات المتحدة
بموجب قانون إصلاح وول ستريت وحماية المستهلك المعروف بقانون دود فرانك، قامت مكاتب العائلة الواحدة على الصعيد الوطني ببذل جهود تنظيمية بقيادة التحالف الخاص بالمستثمرين الذي نجح في إقناع الكونغرس بإعفاء مكاتب العائلة الواحدة من بعض المعايير الخاصة بتعريف مستشار الاستثمار بموجب قانون المستشار الاستثماري لسنة 1940 (في السابق، كانت مكاتب العائلة تعتبر مستشاري استثمار وكانت تعتمد على قاعدة «أن تضم أقل من 15 عميلاً» لتجنب التسجيل بموجب القانون، وهي قاعدة أُلغيت بموجب قانون دود فرانك). أصدرت هيئة الأوراق المالية والتداولات الأمريكية (SEC) «قواعد مكاتب العائلة» النهائية في 22 يونيو 2011.